# Another Girl, Another Planet
Another Girl, Another Planet es una novela original de Len Beech (un seudónimo de Steve Bowkett) y Martin Day con la arqueóloga ficticia Bernice Summerfield. ( ISBN 0-426-20528-6). Las New Adventures fueron un derivado de la serie de televisión británica de ciencia ficción Doctor Who.

## Sinopsis
Bernice se apresura a ayudar a un amigo arqueólogo que está siendo acechado por una figura misteriosa.